# Kontaktlim
Kontaktlim är en limtyp där de ytor som ska sammanfogas först förses med ett lager lim som får torka utan sammanläggning av de delar som ska sammanfogas. Först när limlagren är fullständigt torra läggs delarna samman, varvid de limbestrukna ytorna genast hugger tag i varandra. Helst ska delarna efter sammanläggningen pressas hårt mot varandra genom hammarslag eller på annat sätt.
Ett av de äldsta exemplen på kontaktlimning är reparation av slangar till hjul för cyklar, bilar etc. Traditionellt kallas det härvid använda limmet med de från engelska hämtade lånordet solution (lösning). En bättre på senare tid använd term är gummilösning.
Så kallade självklistrande kuvert är ett exempel på kontaktlimning, som framkommit under senare delen av 1900-talet.